# Hjörtur Hermannsson
Hjörtur Hermannsson (ur. 8 lutego 1995 w Reykjavíku) – islandzki piłkarz występujący na pozycji obrońcy we włoskim klubie AC Pisa oraz w reprezentacji Islandii. Wychowanek Fylkir, w swojej karierze grał także w takich zespołach jak PSV Eindhoven, IFK Göteborg oraz Brøndby IF. Znalazł się w kadrze na Mistrzostwa Europy 2016.

## Statystyki kariery

### Klubowe
Aktualne na dzień 16 lipca 2021.
| 2011               | Fylkir             | Úrvalsdeild        | 9   | 1 | 0  | 0 | —  | — | 9   | 1 |
| 2012               | Fylkir             | Úrvalsdeild        | 3   | 0 | 0  | 0 | —  | — | 3   | 0 |
| 2012/13            | PSV Eindhoven      | Eredivisie         | 0   | 0 | 0  | 0 | 0  | 0 | 0   | 0 |
| 2013/14            | Jong PSV           | Eerste divisie     | 25  | 0 | —  | — | —  | — | 25  | 0 |
| 2014/15            | Jong PSV           | Eerste divisie     | 18  | 0 | —  | — | —  | — | 18  | 0 |
| 2015/16            | Jong PSV           | Eerste divisie     | 16  | 0 | —  | — | —  | — | 16  | 0 |
| 2016               | Göteborg (wyp.)    | Allsvenskan        | 7   | 0 | 3  | 1 | 0  | 0 | 10  | 1 |
| 2016/17            | Brøndby            | Superligaen        | 32  | 1 | 4  | 0 | 2  | 0 | 38  | 1 |
| 2017/18            | Brøndby            | Superligaen        | 23  | 1 | 5  | 0 | 4  | 0 | 32  | 1 |
| 2018/19            | Brøndby            | Superligaen        | 21  | 0 | 5  | 0 | 3  | 1 | 29  | 1 |
| 2019/20            | Brøndby            | Superligaen        | 24  | 0 | 2  | 0 | 6  | 0 | 32  | 0 |
| 2020/21            | Brøndby            | Superligaen        | 25  | 1 | 1  | 0 | 0  | 0 | 26  | 1 |
| Łącznie w karierze | Łącznie w karierze | Łącznie w karierze | 203 | 4 | 20 | 1 | 15 | 1 | 238 | 6 |

### Reprezentacyjne
Stan na dzień 16 lipca 2021.
| Drużyna narodowa | Rok  | Mecze | Bramki |
| ---------------- | ---- | ----- | ------ |
| Islandia U-17    | 2010 | 7     |        |
| Islandia U-17    | 2011 | 10    |        |
| Islandia U-17    | 2012 | 6     |        |
| Suma             | Suma | 23    | 4      |
| Islandia U-19    | 2011 | 8     |        |
| Islandia U-19    | 2012 | 5     |        |
| Islandia U-19    | 2013 | 5     |        |
| Suma             | Suma | 18    | 4      |
| Islandia U-21    | 2013 | 5     |        |
| Islandia U-21    | 2014 | 4     |        |
| Islandia U-21    | 2015 | 4     |        |
| Islandia U-21    | 2016 | 5     |        |
| Suma             | Suma | 18    | 2      |

| Drużyna narodowa | Rok  | Mecze | Bramki |
| ---------------- | ---- | ----- | ------ |
| Islandia         | 2016 | 3     | 0      |
| Islandia         | 2017 | 2     | 0      |
| Islandia         | 2018 | 3     | 1      |
| Islandia         | 2019 | 6     | 0      |
| Islandia         | 2020 | 4     | 0      |
| Islandia         | 2021 | 4     | 0      |
| Suma             | Suma | 22    | 1      |